# دوغلاس أوريليو
دوغلاس أوريليو (بالبرتغالية: Douglas Aurélio‏) هو لاعب كرة قدم برازيلي في مركز الهجوم، ولد في 27 مارس 1999 في تيوفيلو أوتوني في البرازيل. لعب مع نادي بيلينينسيس.

## وصلات خارجية
- دوغلاس أوريليو على موقع قاعدة بيانات كرة القدم.إي يو (الإنجليزية)
- دوغلاس أوريليو على موقع Soccerway.com (الإنجليزية)